# Andries van Leeuwen
Andries (Dries) van Leeuwen (Enschede, 14 november 1916 – aldaar, 28 januari 1985) was een Nederlands voetbalscheidsrechter die negenmaal een internationale wedstrijd floot.
Hij was actief van 1945 tot 1965 en floot de finale van de Europacup II 1962/63. Hij had zitting in de scheidsrechterscommissie van de KNVB en was bestuurslid van scheidsrechtersvereniging COVS.

## Interlands
| Datum            | Plaats                      | Wedstrijd              | Uitslag | Competitie           | Kreeg geel | Kreeg voor de tweede keer geel en dus rood | Weggestuurd |
| ---------------- | --------------------------- | ---------------------- | ------- | -------------------- | ---------- | ------------------------------------------ | ----------- |
| 1 mei 1958       | Luxemburg, Luxemburg        | Luxemburg – Duitsland  | 4 – 1   | Vriendschappelijk    | 0          | 0                                          | 0.          |
| 26 oktober 1958  | Esch-sur-Alzette, Luxemburg | Luxemburg – Frankrijk  | 1 – 3   | Vriendschappelijk    | 0          | 0                                          | 0           |
| 18 augustus 1959 | Kopenhagen, Denemarken      | Denemarken – IJsland   | 1 – 1   | Kwalificatie OS 1960 | 0          | 0                                          | 0           |
| 2 oktober 1960   | Luxemburg, Luxemburg        | Luxemburg – België     | 2 – 4   | Vriendschappelijk    | 0          | 0                                          | 0           |
| 11 mei 1961      | Longwy, Frankrijk           | Frankrijk – Luxemburg  | 4 – 1   | Vriendschappelijk    | 0          | 0                                          | 0           |
| 12 november 1961 | Turnhout, België            | België – Luxemburg     | 2 – 1   | Vriendschappelijk    | 0          | 0                                          | 0           |
| 27 oktober 1963  | Esch-sur-Alzette, Luxemburg | Luxemburg – Frankrijk  | 3 – 3   | Vriendschappelijk    | 0          | 0                                          | 0           |
| 30 oktober 1963  | Belfast, Noord-Ierland      | Noord-Ierland – Spanje | 0 – 1   | Kwalificatie EK 1964 | 0          | 0                                          | 0           |
| 31 mei 1964      | Sofia, Bulgarije            | Bulgarije – Roemenië   | 0 – 1   | Kwalificatie WK 1966 | 0          | 0                                          | 0           |

Bijgewerkt t/m 27 januari 2014